# Jorge Newbery
Pour les articles homonymes, voir Newbery.
Jorge Alejandro Newbery, né le 29 mai 1875 à Buenos Aires et mort le 1er mars 1914 à Las Heras (Mendoza), était un ingénieur et un pionnier de l’aviation argentin. Avec le Mexicain Alberto Braniff (en) et le Péruvien, Jorge Chavez, parmi d’autres, il fut l’un des premiers pilotes d’Amérique latine.

## Jeunesse et études
Fils du dentiste américain Ralph Newbery et d'une mère argentine, Dolores Malagarie, il naît au domicile familial de la calle Florida à Buenos Aires. Il fait ses études en Argentine au collège écossais San Andrés de Olivos, où il est diplômé de l'enseignement secondaire en 1890. Il se rend aux États-Unis pour y faire des études d'ingénieur à l'université Cornell. En 1893 il les poursuit au Drexel Institute de Philadelphie, où il est l'élève de Thomas Edison. Il y obtient son diplôme d'ingénieur électricien en 1895.

## Armée
À son retour au pays, il travaille comme directeur de la Compañía Luz y Tracción del Río de la Plata. En 1897, il entre dans l'armée argentine —lors du conflit frontalier avec le Chili— comme ingénieur électricien. Il remplit également les fonctions de maître nageur à l'École navale, puis en 1899 l'armée l'envoie à Londres pour y faire l'acquisition de matériel électrique.

## Fonction publique
Sa carrière militaire s'achève en 1900 lorsqu'il est nommé directeur général des "installations électriques, mécaniques et d'éclairage" de la ville de Buenos Aires, fonction qu'il occupe jusqu'à sa mort.
En 1904 il occupe la chaire d'électrotechnique de la Escuela Industrial de la Nación (qui deviendra par la suite la Escuela Técnica Otto Krause (es)), qui avait été dirigée par Otto Krause (en) en 1893. Cette même année, il se rend aux États-Unis, afin d'assister au Congrès international de l'électricité qui se tient à Saint-Louis, il y est nommé vice-président de la section "Transmission de force et lumière" et pendant lequel il présente un rapport intitulé Considérations générales sur la municipalisation des services de l'éclairage, publié dans les annales de la Sociedad Científica Argentina (es).

## Ballons et avions

### Aérostation

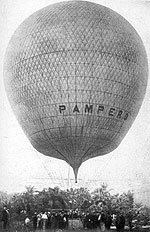
El Pampero, marque les débuts de l'aéronautique argentine.

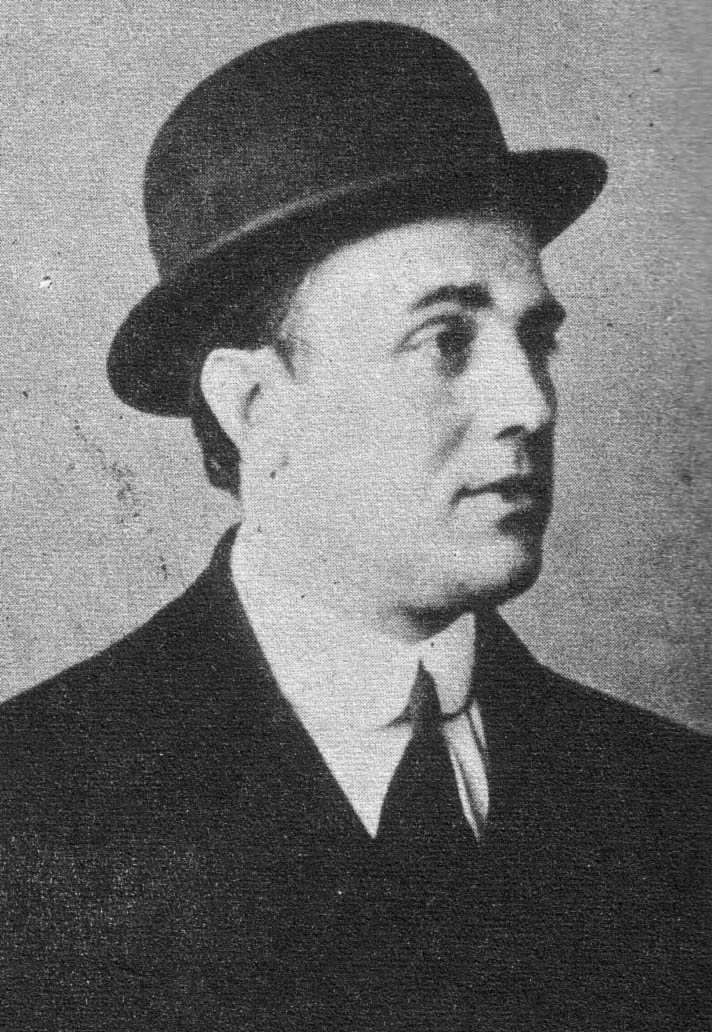
Jorge Newbery en 1909.

La passion de Jorge Newbery pour l'aéronautique remonte à sa rencontre avec l'aéronaute brésilien Alberto Santos-Dumont (1873-1932).
Le 25 décembre 1907, Newbery et Aarón Anchorena (es) franchissent le Río de la Plata à bord du ballon El Pampero et se posent à Conchillas en Uruguay. Bien que l'Argentine ait déjà connu quelques vols en ballon, la traversée du Río de la Plata devient un évènement populaire. El Pampero est la propriété de la Sociedad Sportiva Argentina (« Société sportive d'Argentine »), située dans le quartier de Palermo à Buenos Aires. Quelques jours après, le 13 janvier 1908, est fondé l’Aero Club Argentino (en) (ACA), présidé par Aarón Anchorena, avec Jorge Newbery comme vice-président, puis président de 1909 jusqu'à 1914.
Le 17 octobre 1908, le frère de Jorge, Eduardo, à bord de El Pampero, disparaît en compagnie du major de l'armée argentine, Waldino Correa et de l'aéronaute Ernano Mazzoleni, leurs corps ne seront jamais retrouvés. Le 24 novembre, Jorge Newbery épouse Sara Escalante, à qui il promet, à la suite de la mort d'Eduardo, qu'il ne volera plus.
Le premier article de Jorge, concernant l'aviation en Argentine, paraît le 9 avril 1909, dans le journal El Nacional sous le titre « Aeronautica ».
Malgré la tragédie, la promesse faite à son épouse et une opinion publique qui commence à considérer le vol en ballon comme excessivement dangereux, Newbery prépare un nouveau ballon, El Patriota, et revitalise l'aérostation avec le député socialiste Alfredo Palacios. Sa passion pour le vol sera la cause de son divorce cette même année. Il construit encore, peu après, un nouveau ballon, el Huracán, avec lequel le 28 décembre 1909 il bat le record sud-américain de durée et de distance. Il parcourt 550 kilomètres en 13 heures, ce qui le place au quatrième rang mondial de ce type de record.
Le 5 novembre 1912, il bat le record sud-américain d'altitude en atteignant les 5 100 m à bord du ballon Buenos Aires.
Newbery totalise 40 vols en ballon sur trois années. À cette époque, les autres pionniers de l'aérostation argentine sont Eduardo Bradley (es), Angel María Zuloaga (es), Aníbal Brihuega, Pedro L. Zanni.
En hommage à son frère, il construit peu après le ballon Eduardo Newbery, d'une capacité de 2 200 m3, le plus gros à jamais avoir volé en Argentine. En 1916, Bradley et Zuloaga traverseront pour la première fois la Cordillère des Andes dans ce ballon.

## Aviation

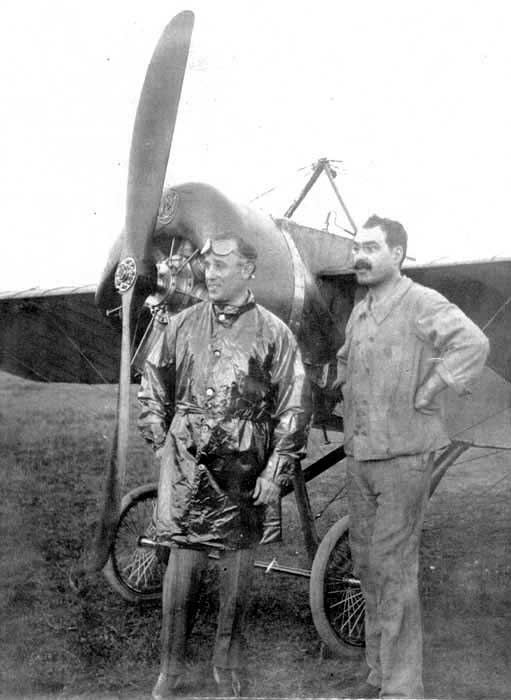
Jorge Newbery devant son avion (vers 1914)

En 1910, Newbery obtient son brevet de pilote, mais il continue les vols en ballon jusqu'en 1912. À partir de cette année-là, il se consacre exclusivement à l’aviation.
Newbery et l’Aero Club Argentino offrent au ministère de la guerre de mettre gratuitement à disposition leur terrain d'aviation. Le 10 août 1912, le président Roque Sáenz Peña crée l'École militaire d'aviation, la première force aérienne d'Amérique latine est née. Le civil Jorge Newbery et le lieutenant-colonel Enrique Mosconi, plus tard directeur des Yacimientos Petrolíferos Fiscales, et M. J. López sont les premiers directeurs de l'école militaire d'aviation qui s'installe à el Palomar.
Comme les fonds public manquent pour l'acquisition d'avions, l’Aero Club Argentino organise une souscription populaire qui permet l'acquisition de la première flottille. Le 25 mai 1913, elle défile pour la première fois, composée de quatre monoplans (dans la lutte qui oppose monoplans et biplans, Newbery est un partisan des premiers) pilotés par deux civils, Newbery et Macías, et deux militaires, Goubat et Agneta. Quelques mois plus tard, l'armée nomme les deux premiers pilotes militaires avec droit d'arborer les cocardes.
Le 24 novembre 1912 Newbery traverse le Río de la Plata à bord du monoplan Centenario, un Blériot Gnome de 50 chevaux. Il est le premier à traverser le fleuve et à revenir dans la même journée. Influencé par Newbery, le jeune Teodoro Fels (es), qui accomplissait son service militaire, prend l'un des avions de l'École militaire d'aviation sans autorisation et vole jusqu'à Montevideo, battant ainsi le record du monde de vol au-dessus d'un plan d'eau. À son retour, le Président Roque Sáenz Galet le fait arrêter pour désobéissance et le promeut pour son exploit.

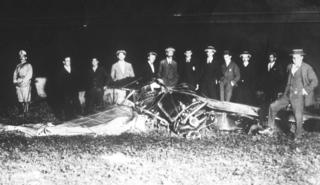
Restes de l'avion dans lequel Jorge Newbery s'est tué.
(1er mars 1914)

Le 10 février 1914, Newbery, sur un monoplan Morane-Saulnier, bat le record du monde d'altitude avec un vol à 6 225 m. Le record n'est cependant pas homologué par la commission internationale parce que le règlement établit qu'il est nécessaire de dépasser d'un minimum 150 mètres le précédent record, or Jorge ne l'a battu que de 65 mètres.
Le 1er mars 1914, alors qu'il réalise des essais en vue de la traversée de la Cordillère des Andes sur le terrain d'aviation de Los Tamarindos, qui deviendra l'Aeropuerto Internacional Gobernador Francisco Gabrielli dans le district de Las Heras, Mendoza, il s'écrase avec le Morane-Saulnier qu'il pilotait.
En son honneur, l'aéroport de la ville de Buenos Aires a été baptisé Aeroparque Jorge Newbery, en reconnaissance de son engagement et de son travail pour la promotion de l'aviation en Argentine.